# Etnografia de salvaguarda
Etnografia de salvaguarda é um ramo da etnografia que se aplica na  salvaguarda de registos daquilo que resta de uma cultura antes que desapareça. 
Surge como prática de antropologia, sob a influência de Franz Boas (1858—1942), que desenvolve trabalho tanto na área da  antropologia física como  na da linguística teórica e descritiva.

## Objectivos
Alguns dos principais objectivos da salvaguarda etnográfica incluem :
- Mostrar aspectos correctos e objectivos de um modo de vida humano diferente ou particular.
- Fazer uma abordagem em primeira mão de uma outra língua e de outra cultura, numa visão interna.
- Fazer uma abordagem holística do objecto, com o entendimento da língua, do folclore, da mitologia, da religião, da vida social, do parentesco, da economia, da política e da cultura.

## Fundadores
Robert H. Lowie (1883—1957) foi um dos primeiros a aplicar técnicas de etnologia de salvaguarda ao concluir estudos sobre a cultura dos índios Crow. A sua ideia era «preservar um registo daquilo que resta de uma cultura antes de ela desaparecer» (to salvage a record of what was left of a culture before it disappeared). Esta questão tinha particular importância na época (século XVIII e inicio do sé. XIX) visto os nativos dos Estados Unidos estarem a ser afastados das suas terras e da sua cultura.
Lowie formou-se em Nova Iorque com o antropólogo Franz Boas, líder do projecto «Tribos norte-americanas em extinção» (Vanishing Tribes of North America – 1899 / 1906), quando trabalhava no Museu Americano de História Natural (American Museum of Natural History). O projecto consistia em documentar as tribos norte-americanas do Oceano Pacífico, comparando-as com as da Ásia.
Lowie era acompanhado nessa prática por outros antropólogos profissionais, artistas e fotógrafos. Antropólogos tais como Alfred Louis Kroeber (1876—1960) começaram a reunir material etnográfico, numa aproximação multi-direccionada na recolha de informação linguística básica, bem como .na recolha de narrativas de tradição oral e de objectos próprios de uma cultura material de grupo.
Frances Densmore (1867—1957), foi um importante etnomusicólogo que se  dedicou à etnologia de salvaguarda, gravando os cânticos e registando a lírica dos nativos americanos com o intuito de os preservar para sempre.
Artistas completavam o trabalho dos antropólogos nessa época. Precedido pelo pintor George Catlin (1796—1872), o fotógrafo Edward S. Curtis (1868—1952) tentava recolher as tradições dos índios norte-americanos que achavam estar em via de extinção. Tanto Curtis como Catlin foram acusados de liberdades artísticas embelezando cenas ou fazendo parecer autênticas certas coisas do tal índio norte-americano.
Edward S. Curtis refere-se assim à questão na introdução da sua série  «O índio norte-americano» (North American Indian) : «A informação reunida (…) relativa a uma das maiores raças da Humanidade tem de ser feita já, ou perde-se a oportunidade» (The information that is to be gathered ... respecting the mode of life of one of the great races of mankind, must be collected at once or the opportunity will be lost). A afirmação reflecte a preocupação paternalista de documentar a cultura dos nativos americanos e ilustra o sentimento da época, tanto o popular como o académico.
Estes registos iriam inspirar o cinema, quer pelo que tinham de ficção quer pelo que tinham de documentário. A ficção implícita inspirou o western americano e o implícito documentário várias correntes do filme etnográfico, que se desenvolveu tanto nos EU como noutros países.
Aplicada como simples filme documentário por Robert Flaherty desde 1922, a etnologia de salvaguarda começa a ser usada metodicamente enquanto antropologia visual e filme etnográfico a partir dos anos cinquenta por cineastas como Jean Rouch em África, que a teoriza, e por Michel Brault e Pierre Perrault no Canadá, ou por António Campos em Portugal (inícios de 1960), que a praticam sem base teórica. O que de inovador ela tinha está directamente relacionado com o uso de câmaras leves de 16 mm, filmando com som síncrono, que surgiram nessa época. A partir dessa data e até ao início da de dos anos oitenta irá florescer em Portugal a sua prática. Com algum avanço, António Campos será seguido por cineastas como Manuel Costa e Silva, Ricardo Costa, Noémia Delgado, António Reis  e Margarida Cordeiro, todos seus contemporâneos. É considerável o número de filmes então realizados.

## Etnografia de salvaguarda em Portugal
A etnografia de salvaguarda em Portugal é iniciada por Leite de Vasconcelos,  (1858 — 1941), que a pratica em estudos da linguagem, com relação implícita com a etnologia vista em sentido lato, numa perspectiva de algum modo clássica da antropologia. Prosseguindo nessa linha, Manuel Viegas Guerreiro , faz pesquisa sistemática no terreno, em particular no domínio da tradição oral, com um olhar humanista, iluminado por convicções teóricas. 
Ernesto Veiga de Oliveira (1910—1990), que desenvolve uma profunda relação de trabalho e de amizade com Jorge Dias, fará com ele um vasta recolha no terreno para estudo e conservação. Com Margot Dias  e Benjamim Pereira , Veiga de Oliveira forma a equipe pioneira que fundará o Centro de Estudos de Etnologia (1947), que renovará em Portugal os estudos etnográficos e, a partir de 1963, terá papel importante no Centro de Antropologia Cultural e sobretudo do Museu de Etnologia, «criado segundo uma concepção inovadora da museologia, que restará como a expressão mais acabada da sua obra». 
Vindo também das letras clássicas, Jorge Dias (1907—1973, docente na Faculdade de Letras de Coimbra, especializa-se na Alemanha e faz doutoramento, em 1944, na Universidade de Munique, com uma tese intitulada "Vilarinho das Furnas, Uma Aldeia Comunitária" , factos que marcam «o renascimento do interesse científico pelas tradições nacionais e pela discussão do conceito de cultura na sua universidade». Faz, em 1957, sob a ditadura de António de Oliveira Salazar, levantamentos etnológicos nas colónias e torna-se responsável pelo Centro de Estudos de Antropologia Cultural, que inclui o Museu de Etnologia do Ultramar , que nos deixará imagens marcantes de África, vista na óptica do regime, e certos retratos, por vezes grotescos, do colonizado. Na área da etno-musicologia, associando-a à tradição oral, Michel Giacometti, francês que se apaixona por Portugal, fará um trabalho de decisiva importância durante mais de trinta anos, desde 1959 até à sua morte. 

### Filme etnográfico
Certa juventude universitária dos anos sessenta e alguns curiosos cultos interessam-se em Portugal por questões de antropologia. Jean Rouch é visto nas telas dos cineclubes da época, junto com Robert Flaherty e com alguns filmes da vanguarda russa, que os  marcarão tanto pelo conteúdo como pela estética.
O espírito da tese de Jorge Dias sobre Vilarinho das Furnas apropria-se de algum modo do cineasta António Campos, que resolve filmar a aldeia antes de ser submersa. Com esta e outras obras, inicia-se em Portugal a prática da antropologia visual na perspectiva da salvaguarda. É feita com novas ferramentas : as do cinema directo, num registo de cinema verdade, coisa a que a sensibilidade não é alheia. Como meio de salvaguarda e modo adequado de dar a ver as coisas nisso implicadas, de mostrar, com imagem e som, certas verdades inadiáveis, o filme etnográfico terá em Portugal produção notável e continuada.

### Etnomusicologia
É também na década de sessenta que etnomusicólogos pioneiros fundam a tradição em Portugal. A "Antologia da Música Regional Portuguesa" (1960 - 1970) , da autoria de Michel Giacometti e de Fernando Lopes-Graça será paradigma no género, mas teve precursores como Armando Leça, que fez o  primeiro levantamento de música tradicional portuguesa, Virgílio Pereira (Cancioneiros de Arouca, Cinfães e Resende), Fernando Lopes-Graça (Beira Baixa e Alentejo), Artur Santos (Beira Baixa, Beira Alta e Açores), Ernesto Veiga de Oliveira, «autor do mais importante estudo organológico do nosso país, com gravações resultantes da pesquisa de campo» e Armando Leça, o menos conhecido.

### Artesanato
Uma das personalidades mais empenhadas na prática da etnologia de salvaguarda em Portugal, também na década de sessenta, é outro pioneiro, José Ernesto de Sousa, pioneiro também do Novo Cinema português. É ele quem primeiro estuda e recolhe exemplares das artes artesanais do barro e da madeira, em particular a representação humana. Descobre e dá a conhecer artistas como a Rosa Ramalho, o  Mistério, o Franklin Vilas Boas. Torna-se com ele evidente que artesanato pode ser arte, que a arte popular existe.
Após a Revolução dos Cravos renovam-se na etnologia portuguesa os critérios e as personalidades, também ela se liberta do antigo regime. Criam-se meios que permitirão salvaguardar património, inventariar, ensinar, educar. O Museu Nacional de Etnologia cresce e terá um período áureo, com o esforço de Joaquim Pais de Brito que, no meio universitário, junto com outros, faz  recolha, estudo e preservação.

### Fundadores
- Leite de Vasconcelos
- Manuel Viegas Guerreiro
- Ernesto Veiga de Oliveira [11]
- Jorge Dias [12]